# Saison 2020-2021 du Grenoble Foot 38
Maillots
Dernière mise à jour : 16 Mai.
Chronologie
Saison précédente Saison suivante
La saison 2020-2021 du Grenoble Foot 38 est la troisième année de l'équipe première en championnat de France de football de Ligue 2 depuis son retour dans le monde professionnel. Après avoir terminé à une honorable 9e place comme la saison précédente à la suite de l'interruption de la saison, le club se retrouve donc engagé en Ligue 2 et en Coupe de France. L'équipe est entraînée pour la troisième année consécutive par Philippe Hinschberger.

## Joueurs et encadrement technique

### Classement
| Rang | Équipe               | Pts | J  | G  | N  | P | Bp | Bc | Diff | Promotion, qualification ou relégation  |
| ---- | -------------------- | --- | -- | -- | -- | - | -- | -- | ---- | --------------------------------------- |
| 2    | Clermont Foot 63 (P) | 72  | 38 | 21 | 9  | 8 | 61 | 25 | +36  | Promotion en Ligue 1                    |
| 3    | Toulouse FC R        | 70  | 38 | 20 | 10 | 8 | 71 | 42 | +29  | Participation aux barrages de promotion |
| 4    | Grenoble Foot 38     | 65  | 38 | 18 | 11 | 9 | 51 | 35 | +16  | Participation aux barrages de promotion |
| 5    | Paris FC             | 64  | 38 | 17 | 13 | 8 | 53 | 37 | +16  | Participation aux barrages de promotion |
| 6    | AJ Auxerre           | 62  | 38 | 16 | 14 | 8 | 64 | 43 | +21  |                                         |

### Matchs de barrages

#### Barrages de promotion
Le 5e au 3e de la Ligue 2 prennent part à des playoffs en matchs unique dont le vainqueur affronte le 18e de la Ligue 1 dans le cadre d'un barrage aller-retour pour une place dans cette division la saison suivante.
| Match 1                 | Grenoble Foot 38 (L2) | 2 - 0   | (L2) Paris FC | Stade des Alpes, Grenoble                                                         |                                                                                   |
| Mardi 18 mai 2021 20h45 | Anani 8e · Semedo 87e | (1 - 0) |               | Spectateurs : 0 (huis clos) Diffuseur : beIn Sports 1 Arbitrage : Bastien Depechy | Spectateurs : 0 (huis clos) Diffuseur : beIn Sports 1 Arbitrage : Bastien Depechy |
| Mardi 18 mai 2021 20h45 | Ravet 67e             |         | 21e Kanté     | Spectateurs : 0 (huis clos) Diffuseur : beIn Sports 1 Arbitrage : Bastien Depechy | Spectateurs : 0 (huis clos) Diffuseur : beIn Sports 1 Arbitrage : Bastien Depechy |

| Match 2                    | Toulouse FC (L2)                       | 3 - 0   | (L2) Grenoble Foot 38                 | Stadium de Toulouse, Toulouse                                                    |                                                                                  |
| Vendredi 21 mai 2021 20h45 | Spierings 3e · Koné 23e · Healey 90+2e | (2 - 0) |                                       | Spectateurs : 0 (huis clos) Diffuseur : beIn Sports 1 Arbitrage : Amaury Delerue | Spectateurs : 0 (huis clos) Diffuseur : beIn Sports 1 Arbitrage : Amaury Delerue |
| Vendredi 21 mai 2021 20h45 | Dejaegere 16e · Adli 69e               |         | 4e Pickel · 36e Djitté · 54e Belmonte | Spectateurs : 0 (huis clos) Diffuseur : beIn Sports 1 Arbitrage : Amaury Delerue | Spectateurs : 0 (huis clos) Diffuseur : beIn Sports 1 Arbitrage : Amaury Delerue |

## Statistiques

### Buteurs
|   | Buteur           | L2 | Barrage | CDF | Total |
| - | ---------------- | -- | ------- | --- | ----- |
| 1 | Jessy Benet      | 9  | 0       | 0   | 9     |
| 2 | Moussa Djitté    | 8  | 0       | 0   | 8     |
| 2 | Achille Anani    | 7  | 1       | 0   | 8     |
| 4 | Willy Semodo     | 6  | 1       | 0   | 7     |
| 5 | Yoric Ravet      | 5  | 0       | 0   | 5     |
| 6 | Loïc Nestor      | 4  | 0       | 0   | 4     |
| 6 | Mamadou Diallo   | 4  | 0       | 0   | 4     |
| 7 | Anthony Belmonte | 2  | 0       | 0   | 2     |
| 8 | Terell Ondaan    | 1  | 0       | 0   | 1     |
| 8 | Kévin Tapoko     | 1  | 0       | 0   | 1     |
| 8 | Bart Straalman   | 1  | 0       | 0   | 1     |
| 8 | Charles Pickel   | 1  | 0       | 0   | 1     |
| # | CSC              | 0  | 0       | 1   | 1     |
|   | 11 buteurs       | 49 | 2       | 1   | 52    |

### Passeurs
|    | Passeur              | L2 | Barrage | CDF | Total |
| -- | -------------------- | -- | ------- | --- | ----- |
| 1  | Jessy Benet          | 7  | 0       | 0   | 7     |
| 2  | Achille Anani        | 4  | 0       | 0   | 4     |
| 2  | Yoric Ravet          | 4  | 0       | 0   | 4     |
| 2  | Jordy Gaspar         | 4  | 0       | 0   | 4     |
| 5  | Mamadou Diallo       | 3  | 0       | 0   | 3     |
| 5  | Jérôme Mombris       | 3  | 0       | 0   | 3     |
| 7  | Willy Semedo         | 2  | 0       | 0   | 2     |
| 7  | Florian Michel       | 2  | 0       | 0   | 2     |
| 7  | Charles Pickel       | 2  | 0       | 0   | 2     |
| 10 | Loïc Nestor          | 1  | 0       | 0   | 1     |
| 10 | Manuel Perez         | 1  | 0       | 0   | 1     |
| 10 | David Henen          | 1  | 0       | 0   | 1     |
| 10 | Abdel Hakim Abdallah | 1  | 0       | 0   | 1     |
|    | 13 passeurs          | 37 | 0       | 0   | 37    |